# Chikushino
Chikushino è una città giapponese della prefettura di Fukuoka.